# Sabeen Mahmud

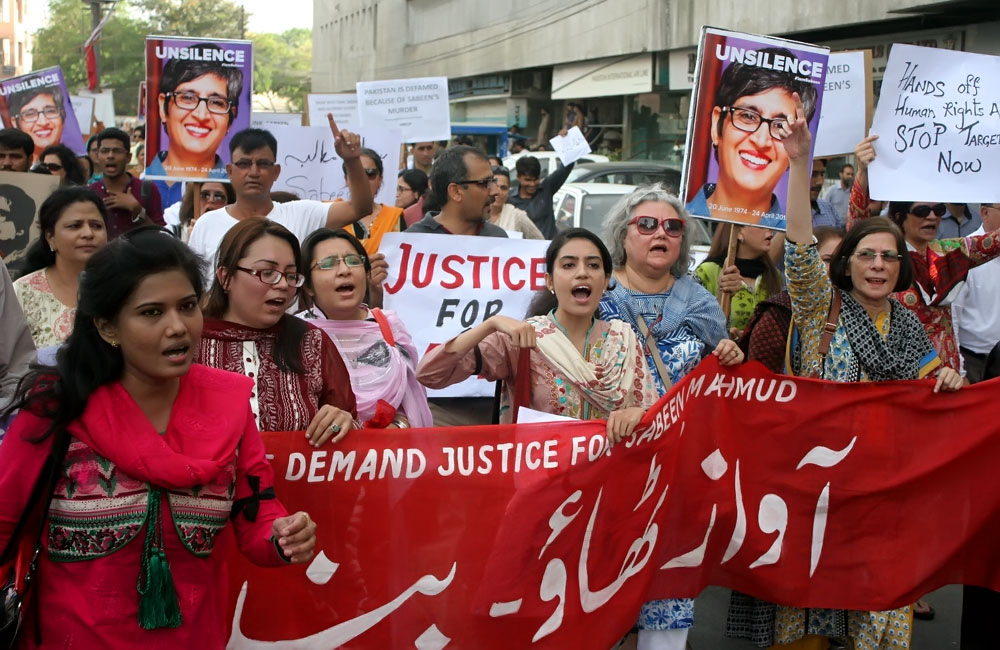
Protest zum Tod von Mahmud

Sabeen Mahmud (* 20. Juni 1975; gestorben 24. April 2015) (Urdu صبین محمود) war eine pakistanische Menschenrechtlerin und Leiterin einer sozialen gemeinnützigen Organisation. Sie war Gründerin und Direktorin des Cafés The Second Floor (T2F) in Karatschi und Präsidentin der Niederlassung von The Indus Entrepreneurs in Karatschi. Am 24. April 2015 wurde sie von zwei nicht identifizierten Schützen erschossen. Am 20. Mai 2015 wurde der Drahtzieher hinter Mahmuds Ermordung festgenommen.

## Leben
Sabeen Mahmud hat sich gegen Ungerechtigkeit und Diskriminierung eingesetzt; sie sagte der Tageszeitung Dawn, dass ihr größter Traum sei, „die Welt durch das Internet zum Besseren zu verändern.“ Sie gründete PeaceNiche, eine Organisation, die eine soziale Plattform für das Gemeinwohl bereitstellte.
Mahmud gründete außerdem eine IT-Firma mit dem Namen Bitsonline und war Gastgeberin des ersten Hackathons in Karatschi. 2006 eröffnete sie The Second Floor, ein Café, welches nach dem Pak-Tee-Haus-Stil entwickelt wurde und das Treffpunkt für öffentliche Diskussionen war, für Filmpremieren, Schreibwettbewerbe, Stand-up-Comedy und live Theater. Ihr Hackathon war dafür gedacht, Menschen aus verschiedenen Disziplinen zusammenzubringen, um Lösungen für gesellschaftliche Probleme in Pakistan zu finden. Mahmud lud Personen aus der Öffentlichkeit ein, wie den Autor Ayesha Siddiqa, welcher ein kontroverses Buch über die Finanzierung des Militärs schrieb, was dazu führte, dass der pakistanische Geheimdienst T2F kontaktierte.
2013 sagte sie dem Wired-Magazin, dass sie keinen bewaffneten Personenschutz im T2F haben möchte: „Ich sagte, das ist der Preis, den man für einen öffentlichen Raum zahlen muss. Ich möchte nicht, dass die Leute am Eingang von einer bewaffneten Person kontrolliert werden durch die alles umziehende Angst.“ Sie zitierte weiterhin Chomsky: „Es kann gefährlich werden und Schlechtes passiert. Aber du kannst die Angst nicht die Kontrolle übernehmen lassen, sonst wirst du nie etwas erreichen.“ Es gab internationale Berichterstattung über ihre Arbeit.

## Tod
In den Abendstunden des 24. Aprils 2015 wurde Mahmud in der Nähe der Defence Housing Authority und der Karatschi-Bibliothek auf dem Heimweg von einem von ihr geleiteten Seminar von zwei unbekannten Schützen tödlich getroffen. Nach Aussage eines Polizeisprechers war der Mord eine gezielte Tötung. Auch ihre Mutter wurde bei dem Angriff verletzt und daraufhin im Aga-Khan-Hospital behandelt. Das Seminar, Unsilencing Balochistan (Take 2) (Das Brechen des Schweigens von Belutschistan, 2. Versuch), fand im T2F-Café statt und konzentrierte sich auf die Region Belutschistan. Unter den Vortragenden war der belutschistanische Aktivist Abdul Qadeer Baloch, auch bekannt als Mama Qadeer.
Nach Mama Qadeers Aussage hatten Sabeen und ihre Mutter die Veranstaltung kurz nach Abschluss verlassen. Das Event wurde vom 21. auf den 24. April verschoben, auch ein anderer Veranstaltungsort wurde gefunden, da die Organisatoren vorher Morddrohungen erhalten hatten. Der Minister von Sindh, Qaim Ali Shah, verurteilte die Tötung und leitete eine Untersuchung der Vorfalls ein. Premierminister Nawaz Sharif bekundete der Familie sein Beileid und forderte einen Bericht der ermittelnden Behörden ein. Der Tod der Aktivistin wurde in den Medien, der Gesellschaft und auf sozialen Plattformen schockiert aufgenommen. Nasreen Jalil, Mosharraf Zaidi, Altaf Hussain, Fasi Zaka, Raza Rumi, Hamid Mir, Arif Alvi, Fatima Bhutto, Taimur Rahman, Kamila Shamsie, Malala Yousafzai, Sharmila Farooqi und andere bekundeten ihr Beileid. General Asim Bajwa, Generaldirektor des pakistanischen Geheimdienstes, verurteilte den Mord aufs Schärfste und versicherte, dass seine Behörde Hilfe bei der Ergreifung der Täter bereitstellen werde. Die Taliban übernahmen keine Verantwortung für den Anschlag. Ein Symposium in Gedenken an Mahmud wurde 2015 auf dem Literatur-Festival Islamabad gehalten.
Am 20. Mai gab Minister Qaim Ali Shah bekannt, dass der Drahtzieher hinter Mahmuds Ermordung festgenommen wurde. Syed Aziz gestand auch seine Beteiligung an einem Bus-Attentat in Karatschi, bei dem im Mai 2015 46 Menschen starben.